# 編集局
編集局（へんしゅうきょく）は、紙面製作といった新聞社や出版社の中核を担っている局。最も多数の人員を必要とする。　

## 概要
編集局のトップは基本的に編集局長（managing editor）である。しかし、編集主幹（executive editor）という地位がある上に場合は、編集局長は編集部門のナンバー2の地位である。朝日新聞社においては、東京本社の編集局長は将来の社長候補のポストである。
新聞社の場合は、政治部、経済部、外報部（外信部）、運動部、科学部、文化部、社会部、地方支局などがある「取材部門」と、整理部と校閲部が中心の「内勤部門」が編集局の中にある。　
出版社の場合は、編集局の下に編集部があり、各編集部が出版物の企画・立案、著者と協力しながら刊行物の内容の適切化を実現するための役目をしている。